# آدام یانگ
آدام یانگ (انگلیسی: Adam Young؛ زادهٔ ۵ ژوئیهٔ ۱۹۸۶) یک موسیقی‌دان اهل ایالات متحده آمریکا است. وی از سال ۲۰۰۷ میلادی تاکنون مشغول فعالیت بوده‌است.